# Champaubert
Ne doit pas être confondu avec Champaubert-aux-Bois.
Champaubert, également appelé Champaubert-la-Bataille, est une commune française, située dans le département de la Marne en région Grand Est.

## Géographie

### Localisation

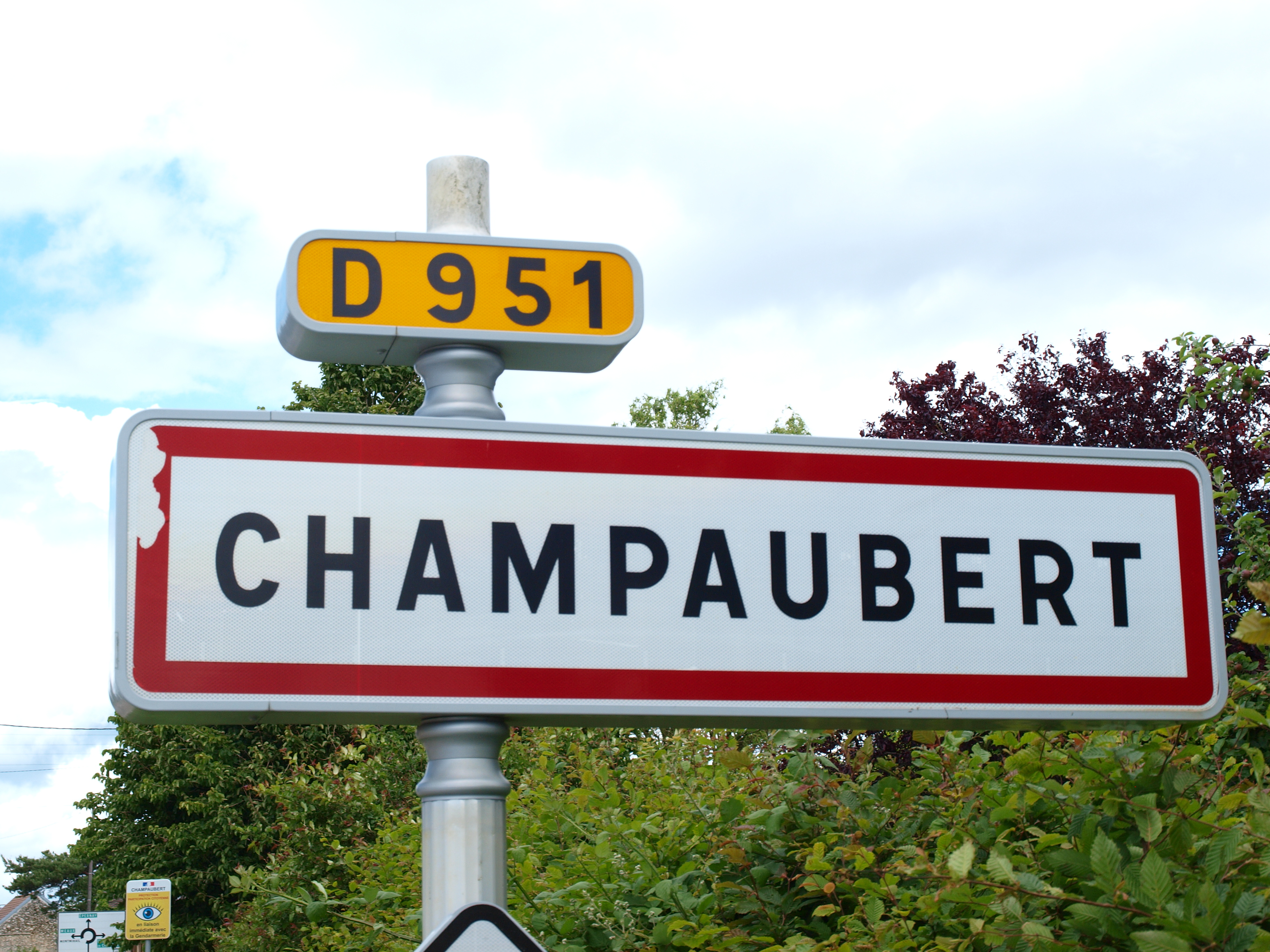
Panneau d'entrée dans Champaubert.

Champaubert se trouve dans le sud-ouest du département de la Marne, en région Grand Est. La commune appartient à la région agricole de la Brie champenoise.
La commune de Champaubert s'étend sur une superficie de 1 275 hectares. Sur son territoire, l'altitude varie de 216 à 236 mètres. Le relief est marqué par une légère vallée formée par la ruisseau de la Fontaine Noire, qui s'écoule d'est en ouest au centre du territoire communal.
Par la route, Champaubert se situe à 46 km de Châlons-en-Champagne, préfecture, à 25 km d'Épernay, sous-préfecture, et à 29 km de Dormans, bureau centralisateur du canton de Dormans-Paysages de Champagne dont dépend Champaubert depuis 2015. La commune fait en outre partie du bassin de vie d'Épernay.
Champaubert est limitrophe de 5 communes :
| La Chapelle-sous-Orbais | La Caure    |       |
| Fromentières            | Champaubert | Congy |
|                         | Baye        |       |

### Hydrographie

#### Réseau hydrographique
La commune est dans la région hydrographique « la Seine de sa source au confluent de l'Oise (exclu) » au sein du bassin Seine-Normandie. Elle est drainée par la Verdonnelle, le Fossé 01 de la Fontaine Noire et le ru de Bannay,.
La Verdonnelle, d'une longueur de 26 km, prend sa source dans la commune  et se jette dans la Dhuis à Montigny-lès-Condé, après avoir traversé neuf communes. 
Un plan d'eau complète le réseau hydrographique : l'étang des Déserts (1,1 ha),.

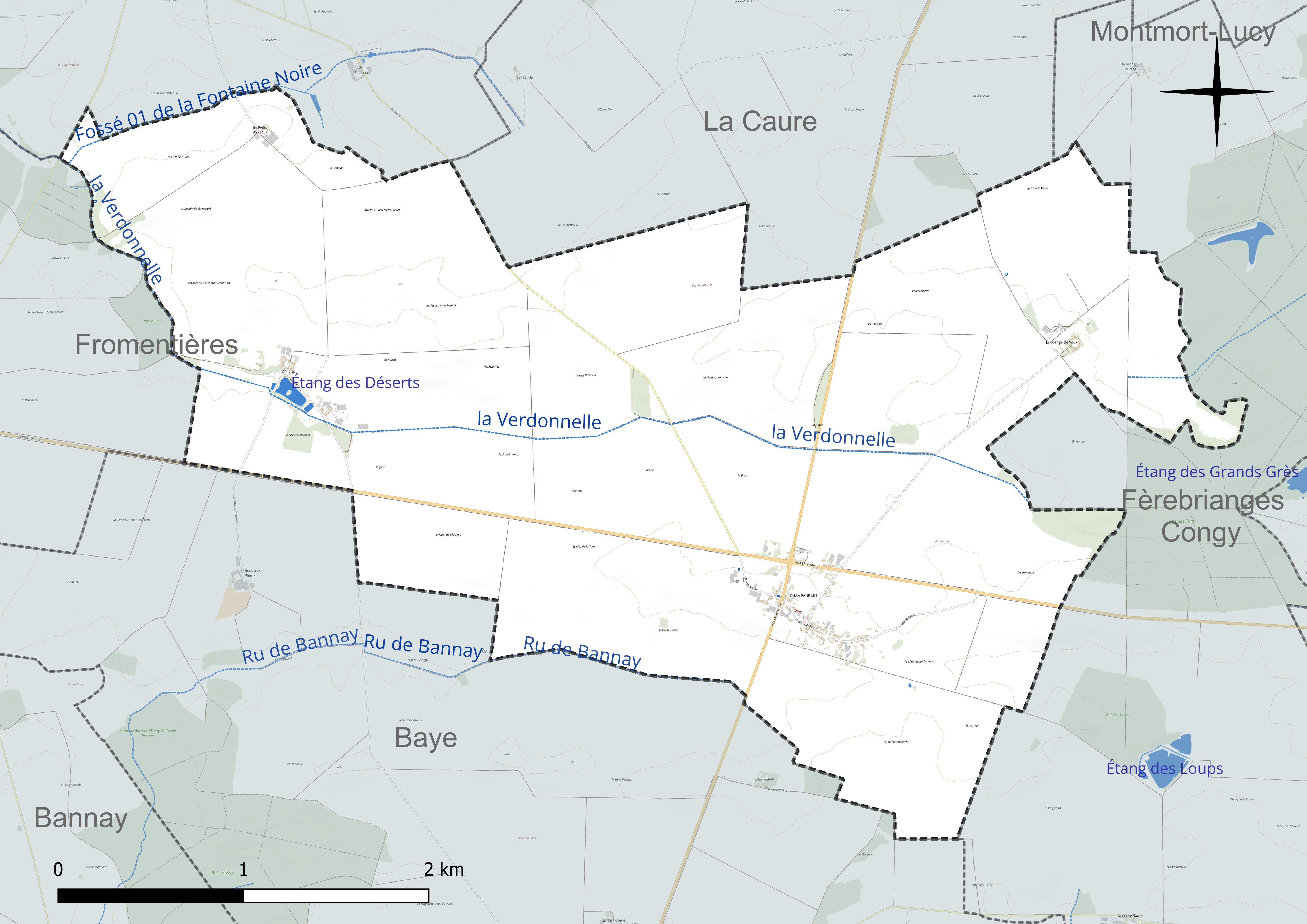
Réseau hydrographique de Champaubert.

#### Gestion et qualité des eaux
Le territoire communal est couvert par le schéma d'aménagement et de gestion des eaux (SAGE) « Petit et Grand Morin ». Ce document de planification concerne le territoire des bassins versants du Petit Morin (630 km2) et du Grand Morin (1 185 km2) et se répartit sur trois départements (la Marne, l'Aisne et la Seine-et-Marne). Il a été approuvé le 21 octobre 2016. La structure porteuse de l'élaboration et de la mise en œuvre est le Syndicat mixte d'aménagement et de gestion des eaux (SMAGE) - EPAGE. 
La qualité des cours d’eau peut être consultée sur un site dédié géré par les agences de l’eau et l’Agence française pour la biodiversité. 

### Climat
Pour des articles plus généraux, voir Climat du Grand Est et Climat de la Marne.
En 2010, le climat de la commune est de type climat océanique dégradé des plaines du Centre et du Nord, selon une étude du Centre national de la recherche scientifique s'appuyant sur une série de données couvrant la période 1971-2000. En 2020, Météo-France publie une typologie des climats de la France métropolitaine dans laquelle la commune est exposée à un climat océanique altéré et est dans la région climatique  Nord-est du bassin Parisien, caractérisée par un ensoleillement médiocre, une pluviométrie moyenne régulièrement répartie au cours de l’année et un hiver froid (3 °C). 
Pour la période 1971-2000, la température annuelle moyenne est de 10,3 °C, avec une amplitude thermique annuelle de 15,9 °C. Le cumul annuel moyen de précipitations est de 800 mm, avec 12,9 jours de précipitations en janvier et 7,9 jours en juillet. Pour la période 1991-2020, la température moyenne annuelle observée sur la station météorologique de Météo-France la plus proche, « Esternay-Man », sur la commune d'Esternay à 23 km à vol d'oiseau, est de 10,9 °C et le cumul annuel moyen de précipitations est de 780,5 mm. 
La température maximale relevée sur cette station est de 42,5 °C, atteinte le 25 juillet 2019 ; la température minimale est de −25 °C, atteinte le 14 février 1956,,. 
Les paramètres climatiques de la commune ont été estimés pour le milieu du siècle (2041-2070) selon différents scénarios d'émission de gaz à effet de serre à partir des nouvelles projections climatiques de référence DRIAS-2020. Ils sont consultables sur un site dédié publié par Météo-France en novembre 2022.

### Milieux naturels et biodiversité
L'Inventaire national du patrimoine naturel (INPN) recense 357 espèces sur le territoire de la commune, dont 67 espèces protégées et 29 espèces menacées.
Champaubert compte une zone naturelle d'intérêt écologique, faunistique et floristique (ZNIEFF) de type I : les « étangs et bois de la Grande Laye au nord-ouest d'Étoges ». Elle comprend des forêts typiques de la Brie champenoise, dominées par la chênaie-charmaie mésotrophe, complétée par l'aulnaie-frênaie ainsi que, à proximité de ses étangs, l'aulnaie à Carex elongata (rare dans la marne) et la saulaie. Ses zones humides abritent de nombreux végétaux rares et protégés ainsi qu'une quarantaine d'espèces d'oiseaux. Située au nord-est de la commune, cette ZNIEFF est toutefois principalement situées sur les communes voisines de Congy, Étoges et Fèrebrianges et ne fait que légèrement déborder sur le territoire de Champaubert.

## Urbanisme

### Typologie
Au 1er janvier 2024, Champaubert est catégorisée commune rurale à habitat très dispersé, selon la nouvelle grille communale de densité à sept niveaux définie par l'Insee en 2022.
Elle est située hors unité urbaine et hors attraction des villes,.

### Occupation des sols
L'occupation des sols de la commune, telle qu'elle ressort de la base de données européenne d’occupation biophysique des sols Corine Land Cover (CLC), est marquée par l'importance des territoires agricoles (96,9 % en 2018), une proportion identique à celle de 1990 (96,9 %). La répartition détaillée en 2018 est la suivante : terres arables (94,4 %), zones agricoles hétérogènes (2,5 %), zones urbanisées (2 %), forêts (1,1 %).
L'IGN met par ailleurs à disposition un outil en ligne permettant de comparer l’évolution dans le temps de l’occupation des sols de la commune (ou de territoires à des échelles différentes). Plusieurs époques sont accessibles sous forme de cartes ou photos aériennes : la carte de Cassini (XVIIIe siècle), la carte d'état-major (1820-1866) et la période actuelle (1950 à aujourd'hui).

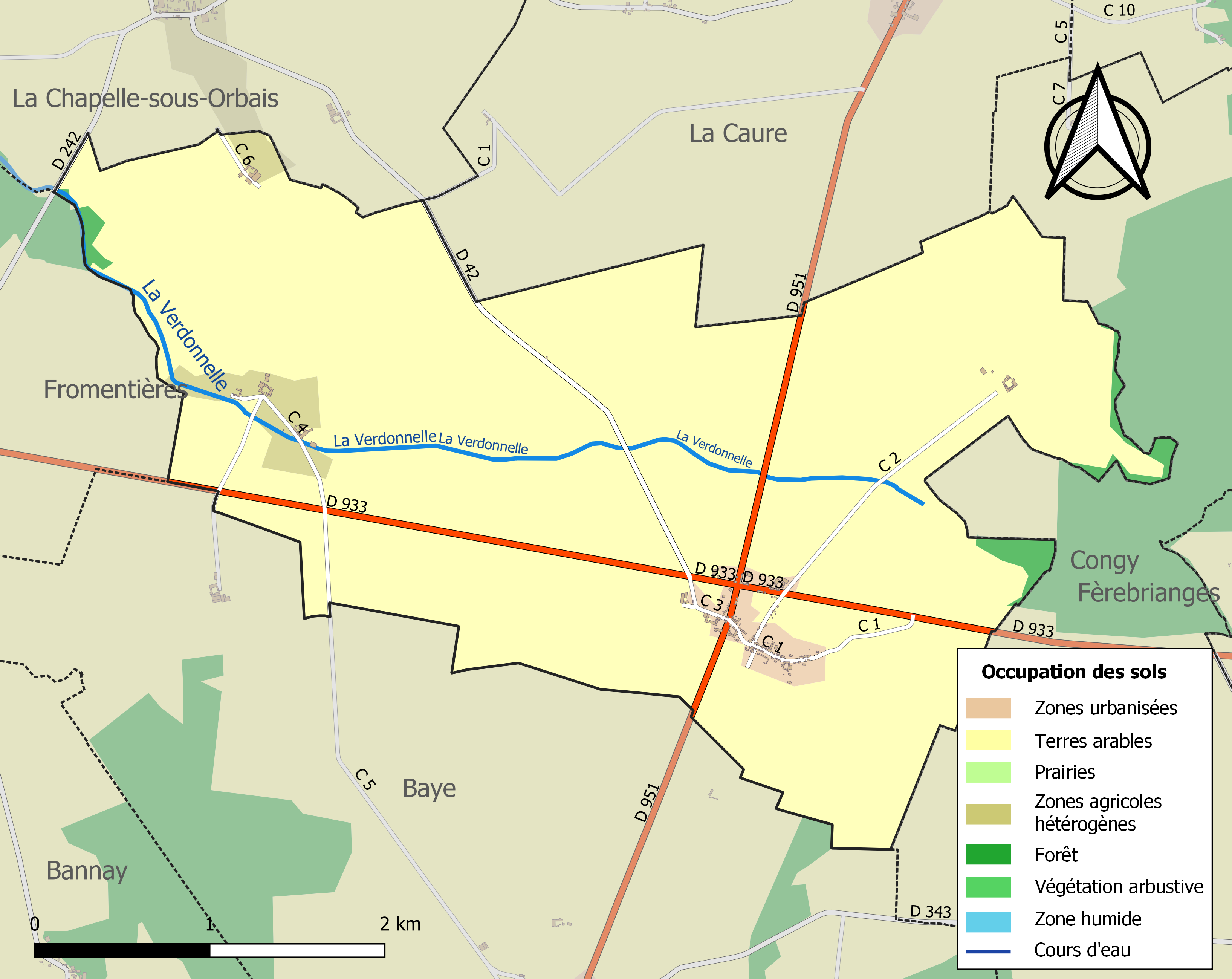
Carte des infrastructures et de l'occupation des sols de la commune en 2018 (CLC).

### Morphologie rurale, lieux-dits et écarts

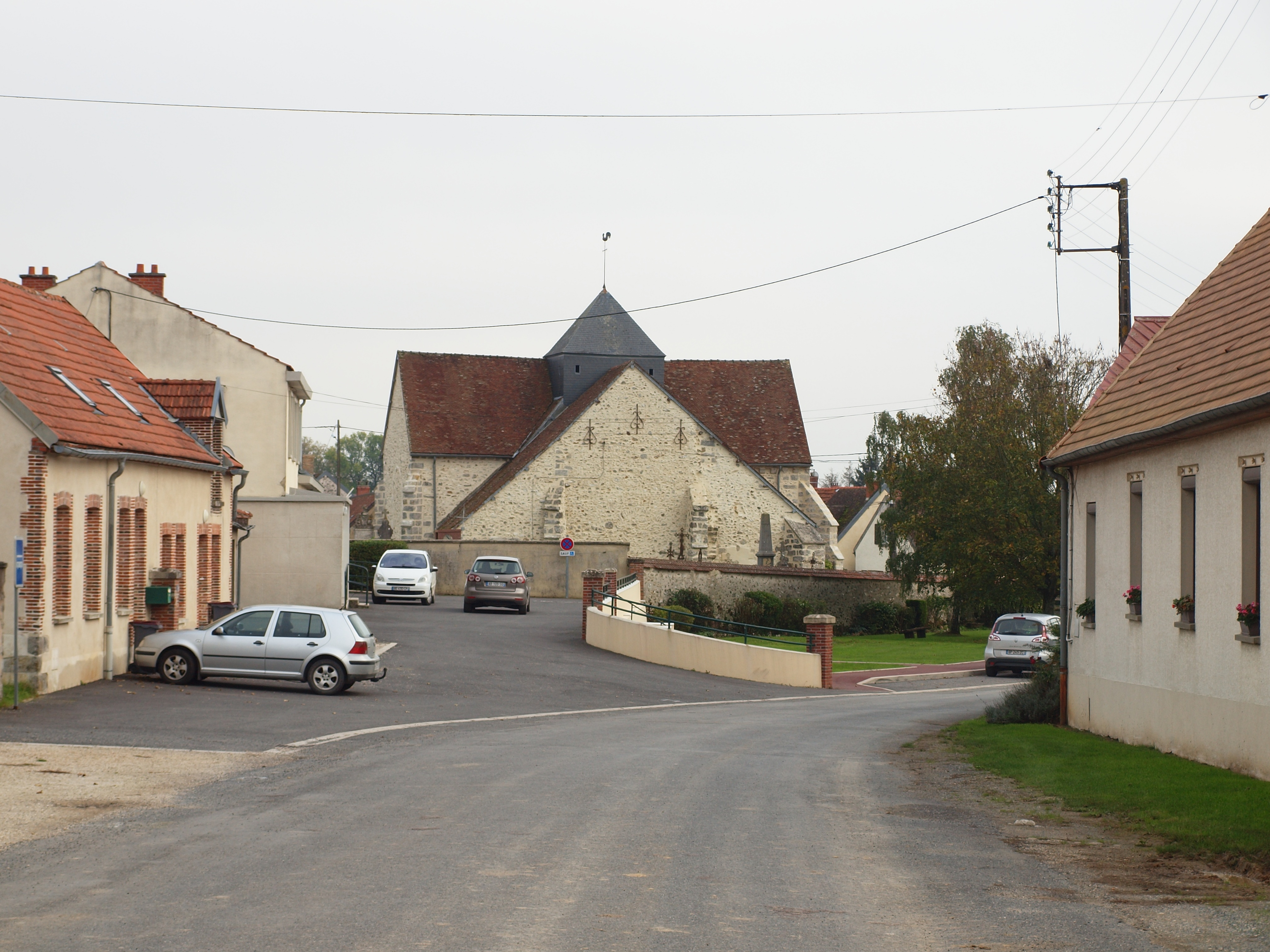
La rue des Ormeaux et l'église de Champaubert.

Champaubert est formé pour l'essentiel par un village-rue, autour de la rue des Ormeaux. Le village se trouve au sud du territoire communal.
On dénombre trois hameaux à Champaubert :
- les Déserts (à l'ouest) ;
- la Grange de Vaux (au nord-est) ;
- les Petits Bouleaux (au nord-ouest).

### Habitat et logement
En 2021, Champaubert compte 62 logements. Ces logements sont à 98 % des maisons ; la commune ne comptant qu'un seul appartement. En raison de la prévalence des maisons, les résidences principales de Champaubert disposent en moyenne de 5,2 pièces.
Le tableau ci-dessous présente une comparaison de quelques indicateurs chiffrés du logement pour Champaubert, la communauté de communes des Paysages de la Champagne (CCPC), le département de la Marne et la France entière :
|                                                            | Champaubert | CCPC   | Marne   | France     |
| ---------------------------------------------------------- | ----------- | ------ | ------- | ---------- |
| Ensemble des logements                                     | 62          | 11 470 | 300 919 | 37 155 918 |
| Part des résidences principales (en %)                     | 83,9        | 80,9   | 87,5    | 82,2       |
| Part des résidences secondaires (en %)                     | 1,6         | 5,8    | 3,4     | 9,7        |
| Part des logements vacants (en %)                          | 14,5        | 13,4   | 9,1     | 8,1        |
| Part des propriétaires de leur résidence principale (en %) | 86,5        | 76,4   | 52,2    | 57,5       |

À Champaubert, en 2021, 83,9 % des logements sont des résidences principales, 1,6 % des résidences secondaires et 14,5 % des logements vacants. Par ailleurs, 86,5 % des ménages sont propriétaires de leur résidence principale. Champaubert se démarque alors par un faible nombre de résidences secondaires et par un nombre supérieur à la moyenne de ménages propriétaires de leur résidence principale.
Parmi les 52 résidences principales construites avant 2019, 46,2 % avaient été construites avant 1919, 19,2 % entre 1919 et 1945, 5,8 % entre 1946 et 1970, 13,5 % entre 1971 et 1990, 11,5 % entre 1991 et 2005 et 3,8 % entre 2006 et 2018.
Le tableau ci-dessous présente l'évolution du nombre de logements sur le territoire de la commune, par catégorie, depuis 1968 :
|                        | 1968 | 1975 | 1982 | 1990 | 1999 | 2010 | 2015 | 2021 |
| ---------------------- | ---- | ---- | ---- | ---- | ---- | ---- | ---- | ---- |
| Résidences principales | 45   | 38   | 44   | 45   | 46   | 50   | 55   | 52   |
| Résidences secondaires | 4    | 11   | 11   | 8    | 4    | 4    | 1    | 1    |
| Logements vacants      | 8    | 10   | 6    | 9    | 7    | 8    | 6    | 9    |
| Total                  | 57   | 59   | 61   | 62   | 57   | 62   | 62   | 62   |

### Voies de communications et transports
Champaubert se trouve à l'intersection de la route départementale 933 (ancienne route nationale 33), entre La Ferté-sous-Jouarre et Châlons-en-Champagne, et de la route départementale 951 (ancienne route nationale 51), entre Sézanne et Épernay.

## Toponymie
Le nom de la localité est attesté sous les formes Campus Alberti (1124-1130) ; Campus Auberti, Champaubert (1162) ; Champobert (1526) ; Champaubert-la-Bataille.

## Histoire

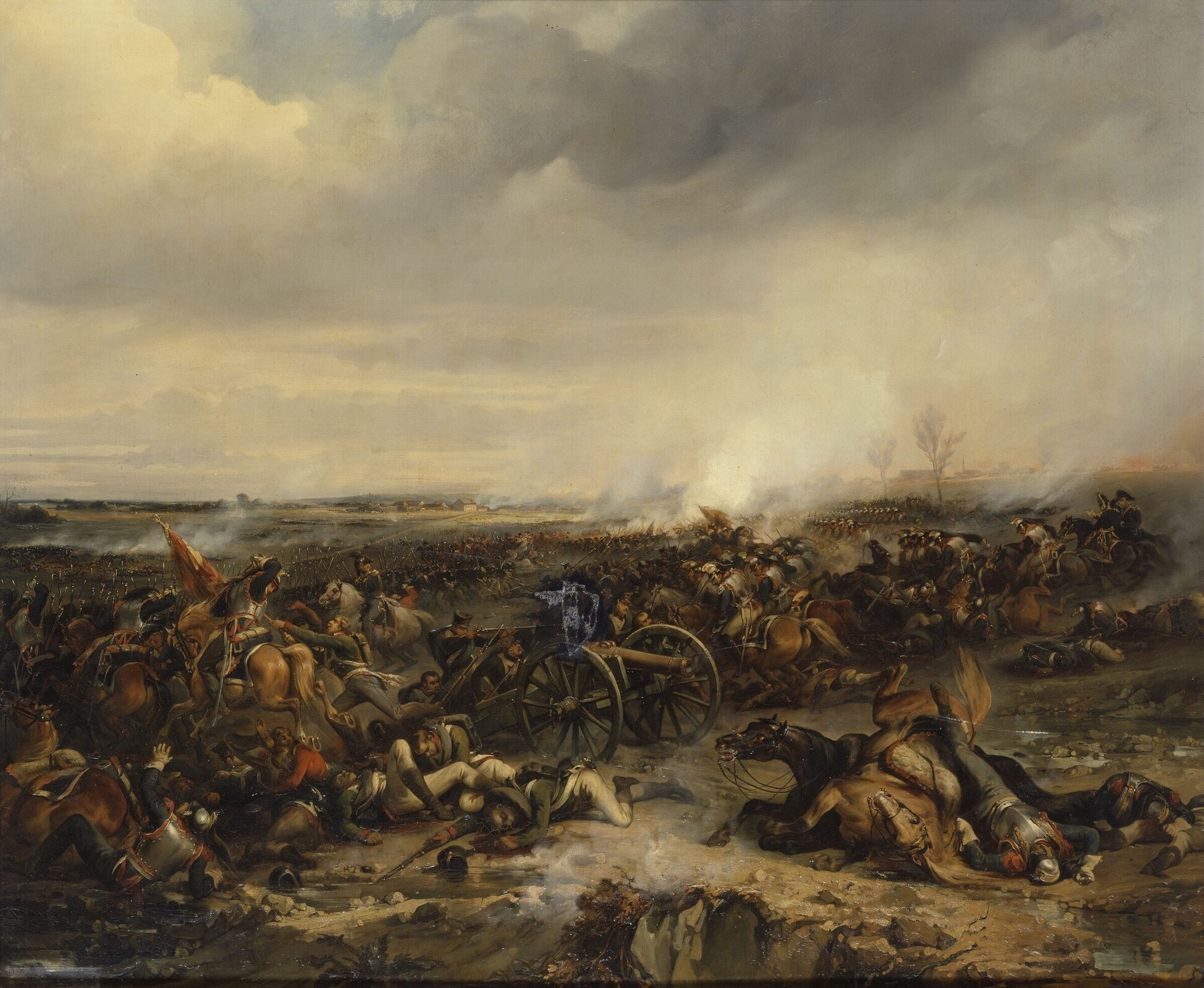
Peinture de la Bataille de Champaubert par Jean-Charles Langlois.

Champaubert est le lieu d'une victoire de Napoléon contre les coalisés lors de la campagne de France en 1814. Une colonne entourée de canons a été érigée au carrefour.
En 1940, durant la bataille de France, la 10e brigade de cavalerie blindée polonaise y couvre la retraite d'unités françaises de la IVe armée.

## Politique et administration
Champaubert fait partie de la communauté de communes de la Brie des Étangs.
| Période                                  | Période    | Identité           | Étiquette | Qualité                            |
| ---------------------------------------- | ---------- | ------------------ | --------- | ---------------------------------- |
| Les données manquantes sont à compléter. |            |                    |           |                                    |
| avant 1988                               | ?          | Gilbert Legret     |           |                                    |
| 2001                                     | 2008       | Ginette Grandhomme |           |                                    |
| 2008                                     | avril 2012 | Gilles Brazillet   |           | Policier Décédé en cours de mandat |
| 2012                                     | En cours   | Marylise Martin    |           |                                    |

## Équipements et services publics

### Eau et déchets

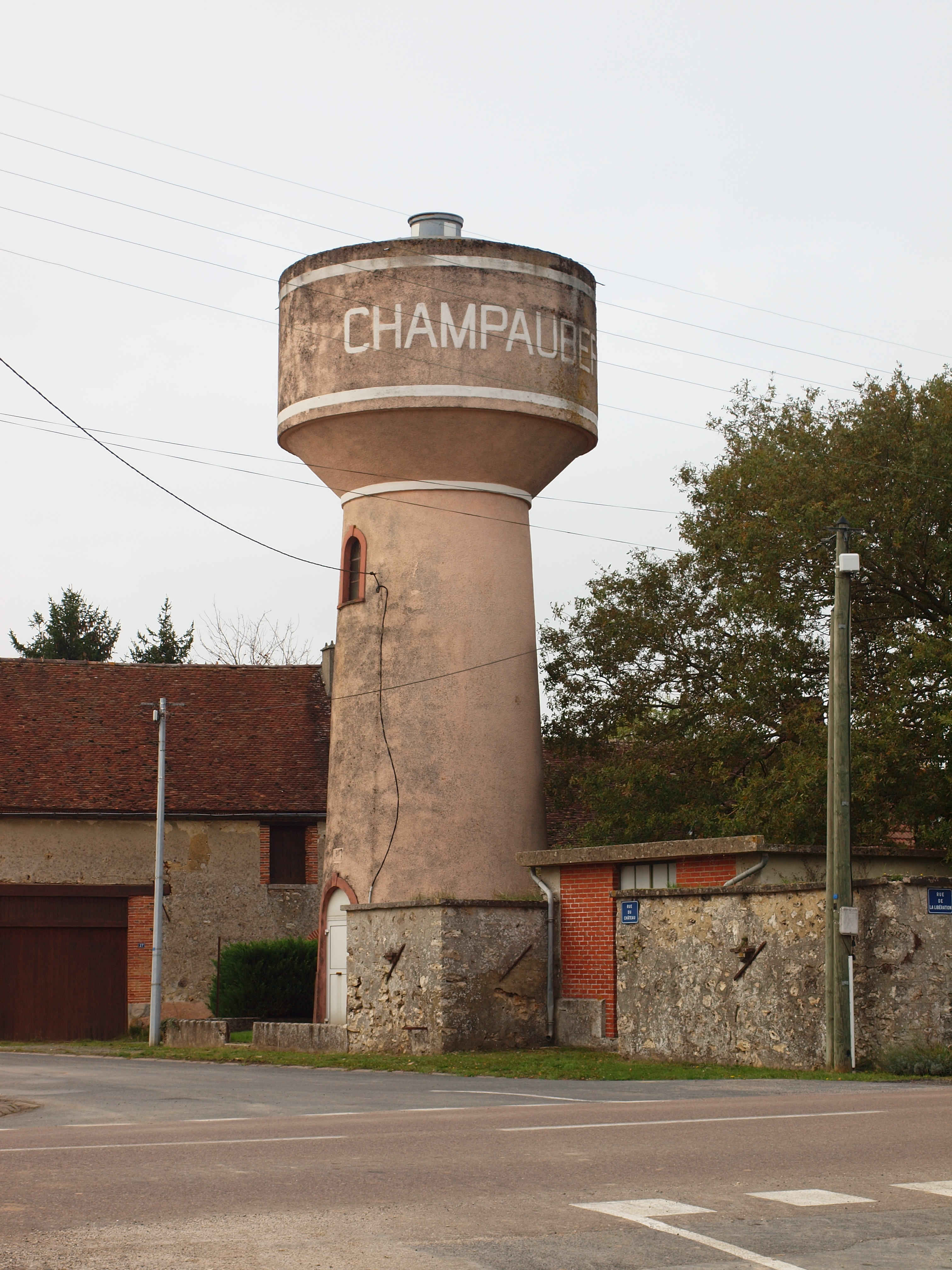
Le château d'eau de Champaubert.

L'approvisionnement en eau potable et l'assainissement des eaux usées sont des compétences de la communauté de communes des Paysages de la Champagne. La commune de Champaubert est alimentée en eau potable par les captages de Coizard-Joches (Le Bas de l'Étang). La production et la distribution d'eau potable font l'objet d'une délégation de service public confiée à Suez jusqu'en 2029. L'assainissement y est non collectif et assuré en régie par la communauté de communes.
La communauté de communes est également compétente en matière de déchets. La collecte des ordures ménagères résiduelles et des déchets recyclables est réalisée en porte à porte. La communauté de commune adhérant au syndicat de valorisation des ordures ménagères de la Marne (SYVALOM), ces déchets sont amenés au centre de transfert départemental de Pierry puis valorisés sur le site de La Veuve. La collecte du verre et des textiles se fait en apport volontaire. La communauté de communes met par ailleurs six déchèteries à disposition de ses habitants, accessibles après création d'une carte d'accès : à Châtillon-sur-Marne, Damery-Venteuil, Fèrebrianges, Mareuil-le-Port, Montmort-Lucy et Trélou-sur-Marne.

### Enseignement
Champaubert fait partie de l'académie de Reims.
Les enfants de Champaubert sont accueillis au sein des écoles de Montmort-Lucy. Installées rue de la Libération, les écoles sont fréquentées par 49 élèves de maternelle et 90 élèves d'élémentaire (chiffres 2024-2025)
Les jeunes de Champaubert sont ensuite rattachés au collège Lucie Aubrac de Montmort-Lucy et au lycée La Fontaine du Vé de Sézanne.

### Postes et télécommunications
Une boîte aux lettres de La Poste se trouve sur le territoire de la commune, au lieu-dit Les Déserts. Le bureau de poste le plus proche est situé à Baye, à environ 3 km de Champaubert.

### Justice, sécurité et secours
Du point de vue judiciaire, Champaubert relève du conseil de prud'hommes d'Épernay, du tribunal de commerce de Reims, du tribunal judiciaire, du tribunal paritaire des baux ruraux et du tribunal pour enfants de Châlons-en-Champagne, dans le ressort de la cour d'appel de Reims. Pour le contentieux administratif, la commune dépend du tribunal administratif de Châlons-en-Champagne et de la cour administrative d'appel de Nancy.
Champaubert est située en secteur Gendarmerie nationale et dépend de la brigade d'Étoges.
En matière d'incendie et de secours, le centre d'incendie et de secours le plus proche est celui de Montmort, rattaché au Service départemental d'incendie et de secours (SDIS) de la Marne.

## Population et société

### Démographie
L'évolution du nombre d'habitants est connue à travers les recensements de la population effectués dans la commune depuis 1793. Pour les communes de moins de 10 000 habitants, une enquête de recensement portant sur toute la population est réalisée tous les cinq ans, les populations de référence des années intermédiaires étant quant à elles estimées par interpolation ou extrapolation. Pour la commune, le premier recensement exhaustif entrant dans le cadre du nouveau dispositif a été réalisé en 2005.

En 2022, la commune comptait 123 habitants, en évolution de −0,81 % par rapport à 2016 (Marne : −1,19 %, France hors Mayotte : +2,11 %).
| 1793 | 1800 | 1806 | 1821 | 1831 | 1836 | 1841 | 1846 | 1851 |
| ---- | ---- | ---- | ---- | ---- | ---- | ---- | ---- | ---- |
| 100  | 138  | 172  | 169  | 178  | 216  | 231  | 257  | 264  |

| 1856 | 1861 | 1866 | 1872 | 1876 | 1881 | 1886 | 1891 | 1896 |
| ---- | ---- | ---- | ---- | ---- | ---- | ---- | ---- | ---- |
| 268  | 280  | 288  | 249  | 224  | 220  | 208  | 202  | 234  |

| 1901 | 1906 | 1911 | 1921 | 1926 | 1931 | 1936 | 1946 | 1954 |
| ---- | ---- | ---- | ---- | ---- | ---- | ---- | ---- | ---- |
| 241  | 248  | 257  | 200  | 213  | 202  | 180  | 168  | 200  |

| 1962 | 1968 | 1975 | 1982 | 1990 | 1999 | 2005 | 2006 | 2010 |
| ---- | ---- | ---- | ---- | ---- | ---- | ---- | ---- | ---- |
| 194  | 152  | 114  | 110  | 111  | 127  | 133  | 134  | 135  |

| 2015 | 2020 | 2022 | - | - | - | - | - | - |
| ---- | ---- | ---- | - | - | - | - | - | - |
| 131  | 122  | 123  | - | - | - | - | - | - |

### Cultes
Pour le culte catholique, Champaubert dépend de la paroisse Saint-Alpin - Le Surmelin, au sein du diocèse de Châlons-en-Champagne.

### Médias
La presse écrite régionale comprend le quotidien L'Union et l'hebdomadaire L'Hebdo du vendredi.
Parmi les stations de radio locales, il est possible de citer Ici Champagne-Ardenne et Champagne FM.

## Culture locale et patrimoine

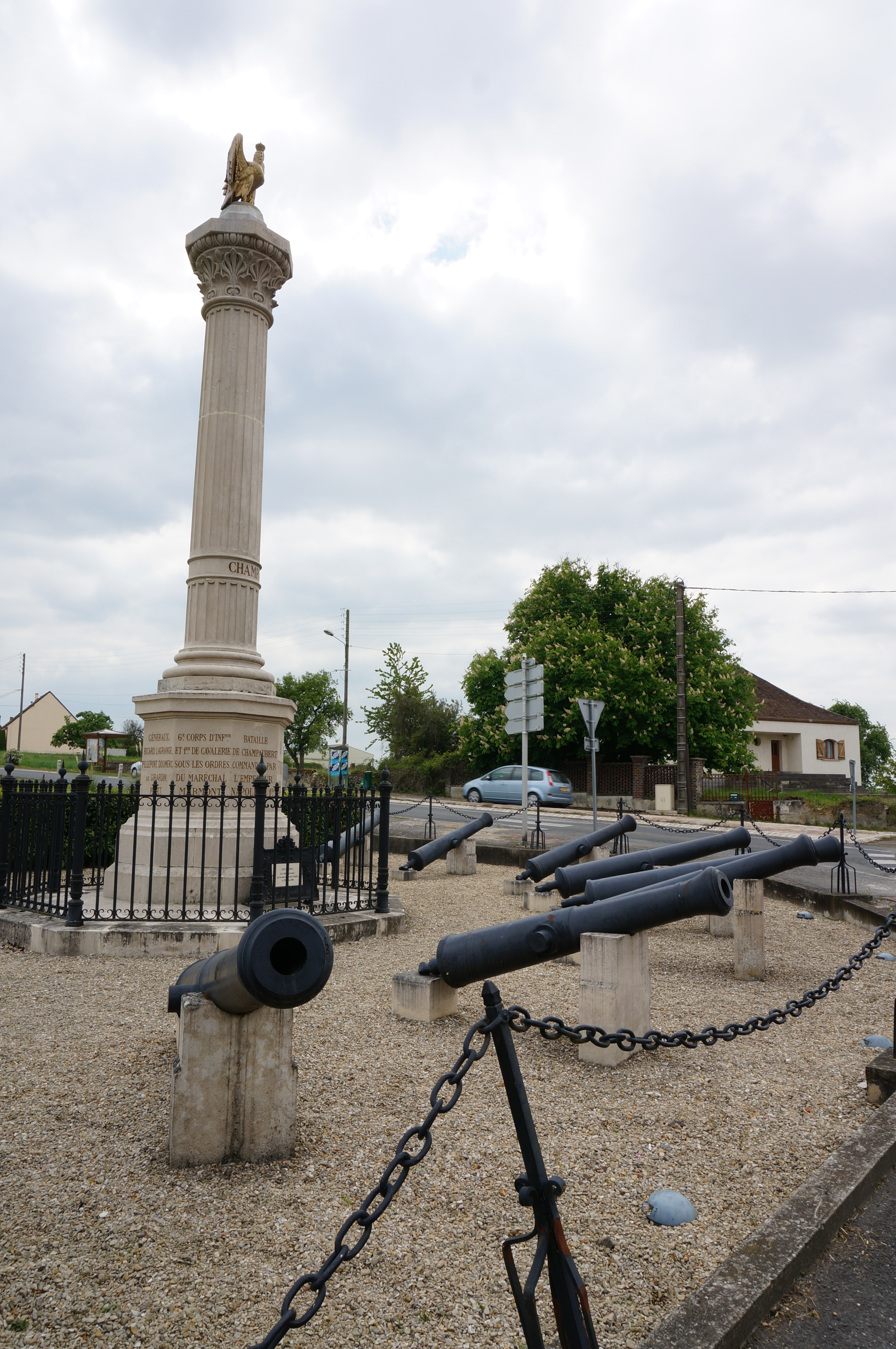
La colonne commémorative des victoires napoléoniennes du 10 février 1814.

### Lieux et monuments
- La colonne commémorative des victoires napoléoniennes du 10 février 1814, aux batailles de Champaubert, Marchais et Montmirail. est une construction financée par une souscription nationale qui fut lancée en 1839. La construction en pierre d'Euville commençait en 1865. Il fut inauguré en 1867. Les architectes sont Louis Visconti, Claude Bigault de Granrut, la statue de l'aigle est de Henri-Alfred Jacquemart et fut fondue par l'entreprise Barbezat et Compagnie, au Val d'Osne ; les canons sont des dons de l'empereur Napoléon III.
- La maison Napoléon, dite maison du Boulet[44], car un boulet est incrusté dans son mur.
- L'église paroissiale Saint-Rémy, dont la nef date du XIIe siècle, tandis que d'autres parties de l'édifice ont connu des remaniements aux XVIe et XIXe siècles[45].

### Personnalités liées à la commune
- Napoléon y a mené le 10 février 1814 la bataille de Champaubert d'où le nom de la commune « Champaubert-la-Bataille ».
- Louis Mendès est le premier aviateur français mort au champ d’honneur de la Première Guerre mondiale. Il est mort[Quand ?] au sol lors de l’attaque de Uhlans[Laquelle ?], couvrant ses camarades sur le terrain d’aviation et permettant à ceux-ci de s’échapper[réf. nécessaire].